# Ompok rhadinurus
Ompok rhadinurus es una especie de peces de la familia Siluridae en el orden de los Siluriformes.

## Morfología
• Los machos pueden llegar alcanzar los 21,4 cm de longitud total.

## Distribución geográfica
Se encuentra al oeste de Borneo, Sumatra (Indonesia) y la Malasia peninsular.